# Raúl Langhi
Raúl Langhi (Santa Fe, ca. 27 de febrero de 1947 - 27 de mayo de 2024) fue un deportista argentino que compitió en natación adaptada y atletismo adaptado. Ganó la medalla de plata en natación (25 m pecho) en los Juegos Paralímpicos de Toronto 1976. Pertenece al Club Integral de Lisiados Santafesinos (CILSA). Por sus logros deportivos fue reconocido en Argentina como Maestro del Deporte.

## Carrera deportiva

### Juegos Paralímpicos de Toronto 1976
Raúl Langhi integró la delegación paralímpica argentina enviada a los Juegos Paralímpicos de Toronto 1976 compitiendo en tres eventos de natación y tres eventos de atletismo, obteniendo en natación una medalla de plata (25 m pecho) y un diploma (25 m libre). En las demás pruebas Langhi obtuvo los siguientes resultados: lanzamiento de clava (9.º posición), lanzamiento de precisión de clava (11.º posición), lanzamiento de bala (11.º posición) y 25 m espalda (9.º posición).

#### Medalla de plata en natación
El equipo de natación argentino tuvo un destacado desempeño en natación en los Juegos Paralímpicos de Toronto 1976, obteniendo 2 medallas de oro y un total de 9 medallas, que lo ubicó en la posición 13.ª del medallero de natación en los juegos. Raúl Langhi aportó la medalla de plata en 25 m pecho:
| Natación Varones 25 m pecho 1A Participantes: 5 | Natación Varones 25 m pecho 1A Participantes: 5 | Natación Varones 25 m pecho 1A Participantes: 5 | Natación Varones 25 m pecho 1A Participantes: 5 | Natación Varones 25 m pecho 1A Participantes: 5 |
|                                                 | Atleta                                          | País                                            | Tiempo                                          |                                                 |
| ----------------------------------------------- | ----------------------------------------------- | ----------------------------------------------- | ----------------------------------------------- | ----------------------------------------------- |
| 1                                               | Mike Kenny                                      | Gran Bretaña                                    | RM 42.56                                        |                                                 |
| 2                                               | Raúl Langhi                                     | Argentina                                       | 54.86                                           |                                                 |
| 3                                               | Raffin                                          | Francia                                         | 1:00.81                                         |                                                 |
| Fuente: IPC.                                    |                                                 |                                                 |                                                 |                                                 |